# John Cope (baron Cope de Berkeley)
Pour les articles homonymes, voir John Cope et Cope.
John Ambrose Cope, baron Cope de Berkeley, (né le 13 mai 1937) est un homme politique du Parti conservateur au Royaume-Uni.

## Biographie
Il fait ses études à l'école Oakham avant de devenir Expert-comptable.
Il se présente à Woolwich East aux élections générales de 1970, mais est battu par Christopher Mayhew du Labour. Par la suite, il est député de South Gloucestershire de 1974 à 1983. Lorsque cette circonscription est supprimée pour les élections générales de 1983, il est réélu pour la nouvelle circonscription de Northavon, servant jusqu'à sa défaite aux élections générales de 1997 contre le libéral-démocrate Steve Webb. Au sein du Parti conservateur, il est whip adjoint de juin 1979 à juin 1981.
Son premier poste politique est celui de Lord Commissioner of the Treasury (juin 1981 à juin 1983), puis il est trésorier de la Maison (1983-1987), puis nommé ministre d'État à l'emploi (avec un accent particulier sur les petites entreprises) de 1987 à 1989. Il est alors ministre d'État à la sécurité et aux finances au ministère d'Irlande du Nord jusqu'en novembre 1990. Entre-temps, en 1988, il prête serment en tant que membre du Conseil privé. Cope est Paymaster-General dans le gouvernement de John Major entre 1992 et 1994.
Il est fait pair à vie en tant que baron Cope de Berkeley, de Berkeley dans le comté de Gloucestershire le 4 octobre 1997. Il est whip en chef de l'opposition à la Chambre des lords, pour les conservateurs, de 2001 à 2007, et est remplacé par la baronne Anelay.
En 2012, Cope prononce le discours d'ouverture à la Chambre des Lords, présentant une motion pour le discours loyal le jour de l'ouverture du Parlement.
Il prend sa retraite de la Chambre des Lords le 13 mai 2020.
Lord Cope est un mécène de l'association caritative Kids for Kids, qui aide les enfants des zones rurales du Darfour, au Soudan. Il est un mécène du West of England MS Therapy Centre, un organisme de bienfaisance aidant les habitants de Bristol et des environs à vivre une vie indépendante tout en faisant face à la SP et à d'autres conditions neurologiques, Lord Cope est également président des Amis du Royal National Hôpital des maladies rhumatismales de Bath.
Lord Cope est également fiduciaire des trésors commémoratifs de guerre depuis 1999; il s'agit d'un organisme de bienfaisance pour la conservation qui œuvre pour la protection des monuments aux morts à travers le Royaume-Uni.